# Représentations diplomatiques de la Somalie

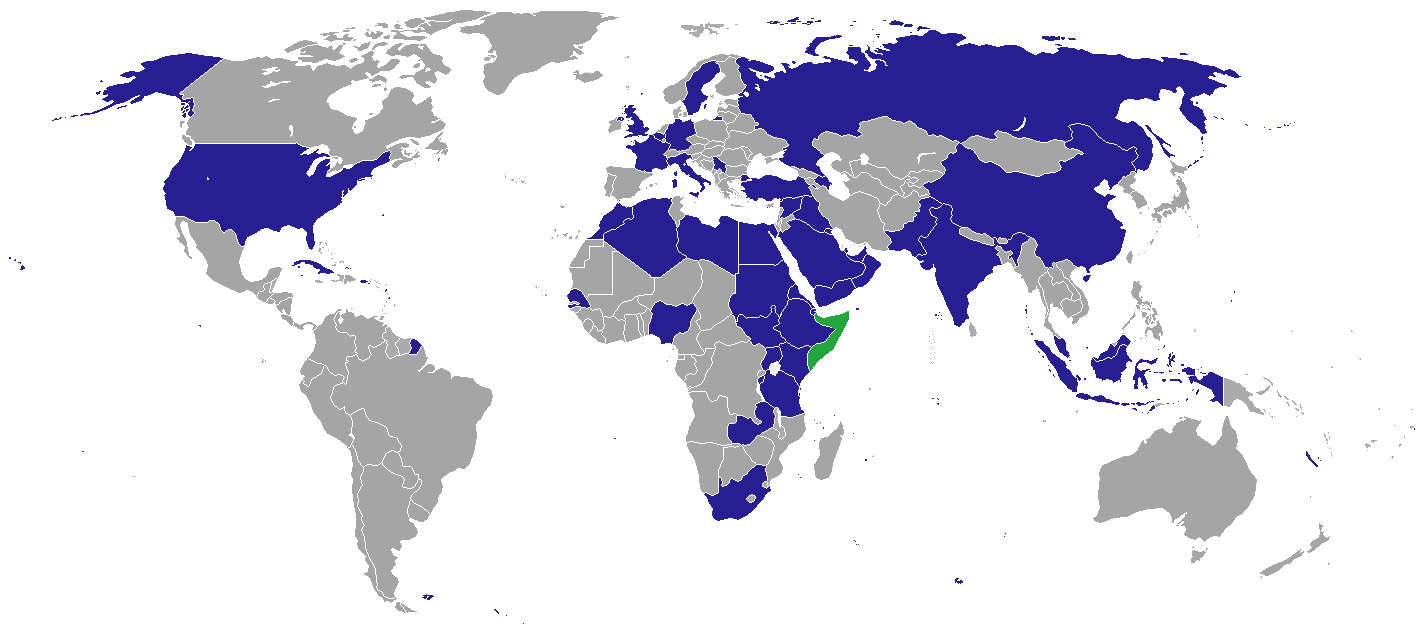
Représentations diplomatiques de la Somalie

Cette liste comprend les représentations diplomatiques de la Somalie, à l'exclusion des consulats honoraires. Les relations extérieures de la Somalie sont traitées principalement par le président en tant que chef de l'État, le Premier ministre en tant que chef du gouvernement et le ministre des Affaires étrangères du gouvernement fédéral.
Le Somaliland, un État souverain autoproclamé reconnu internationalement comme une région autonome de la Somalie, entretient des relations informelles avec certains gouvernements étrangers. Cependant, son indépendance autoproclamée n'est reconnue par aucun pays ni aucune organisation internationale. La région autonome du Pount, dans le nord-est de la Somalie, entretient également des relations avec certains gouvernements étrangers.

## Afrique
- Afrique du Sud
  - Pretoria (ambassade)
- Algérie
  - Alger (ambassade)
- Burundi
  - Bujumbura (ambassade)
- Djibouti
  - Djibouti (ambassade)
- Égypte
  - Le Caire (ambassade)
- Érythrée
  - Asmara (ambassade)
- Éthiopie
  - Addis-Abeba (ambassade)
- Kenya
  - Nairobi (ambassade)
- Libye
  - Tripoli (ambassade)
- Maroc
  - Rabat (ambassade)
- Ouganda
  - Kampala (ambassade)
- Senegal
  - Dakar (ambassade)
- Soudan
  - Khartoum (ambassade)
- Soudan du Sud
  - Djouba (ambassade)
- Tanzanie
  - Dar es Salam (ambassade)

## Amérique
- Canada
  - Ottawa (ambassade)
- États-Unis
  - Washington (ambassade)

## Asie
- Arabie saoudite
  - Riyad (ambassade)
  - Djeddah (consulat général)
- Chine
  - Pékin (ambassade)
- Émirats arabes unis
  - Abou Dabi (ambassade)
  - Dubaï (consulat général)
- Inde
  - New Delhi (ambassade)
- Indonésie
  - Jakarta (ambassade)
- Irak
  - Bagdad (ambassade)
- Koweït
  - Koweït (ambassade)
- Malaisie
  - Kuala Lumpur (ambassade)
- Oman
  - Mascate (ambassade)
- Pakistan
  - Islamabad (ambassade)
- Qatar
  - Doha (ambassade)
- Syrie
  - Damas (ambassade)
- Turquie
  - Ankara (ambassade)
- Yémen
  - Sanaa (ambassade)
  - Aden (consulat général)

## Europe
- Allemagne
  - Berlin (ambassade)
- Belgique
  - Bruxelles (ambassade)
- France
  - Paris (ambassade)
- Italie
  - Rome (ambassade)
- Royaume-Uni
  - Londres (ambassade)
- Russie
  - Moscou (ambassade)

## Organisations internationales
- ONU
  - Genève (mission permanente auprès des Nations unies et d'autres organisations internationales)
  - New York (délégation permanente)
- Ligue arabe
  - Le Caire (mission permanente)

## Galerie

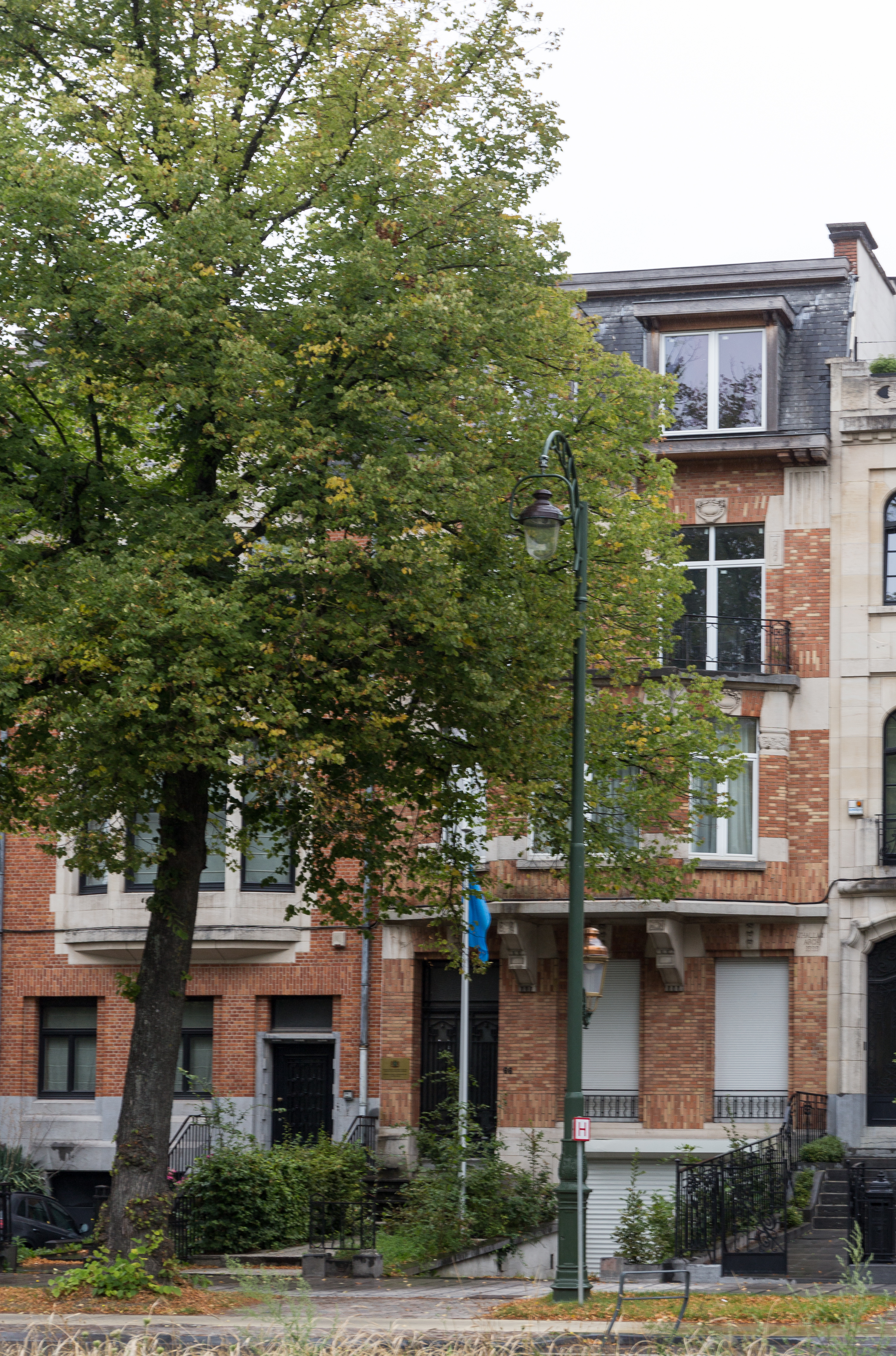
Ambassade à Bruxelles.
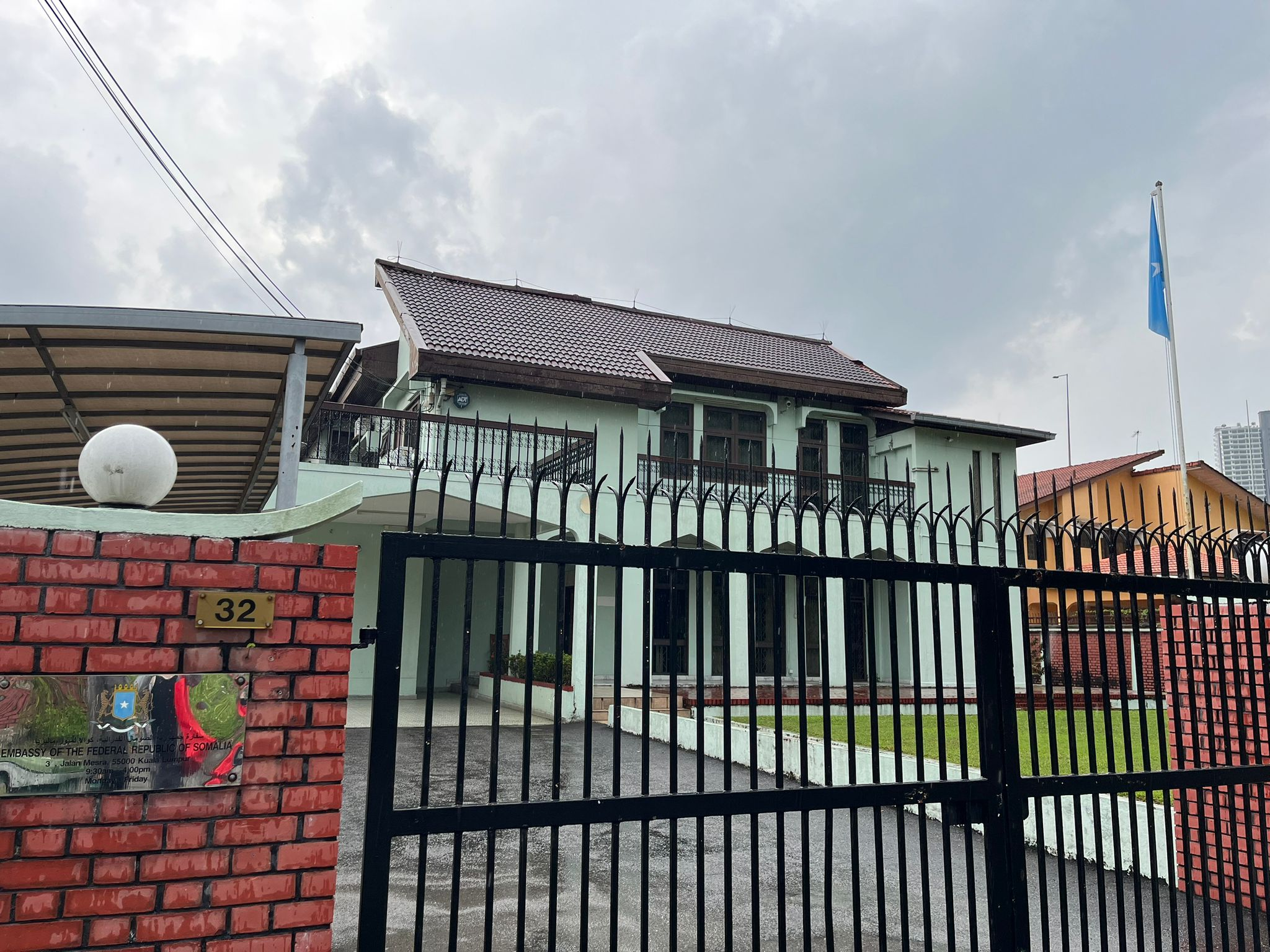
Ambassade à Kuala Lumpur.
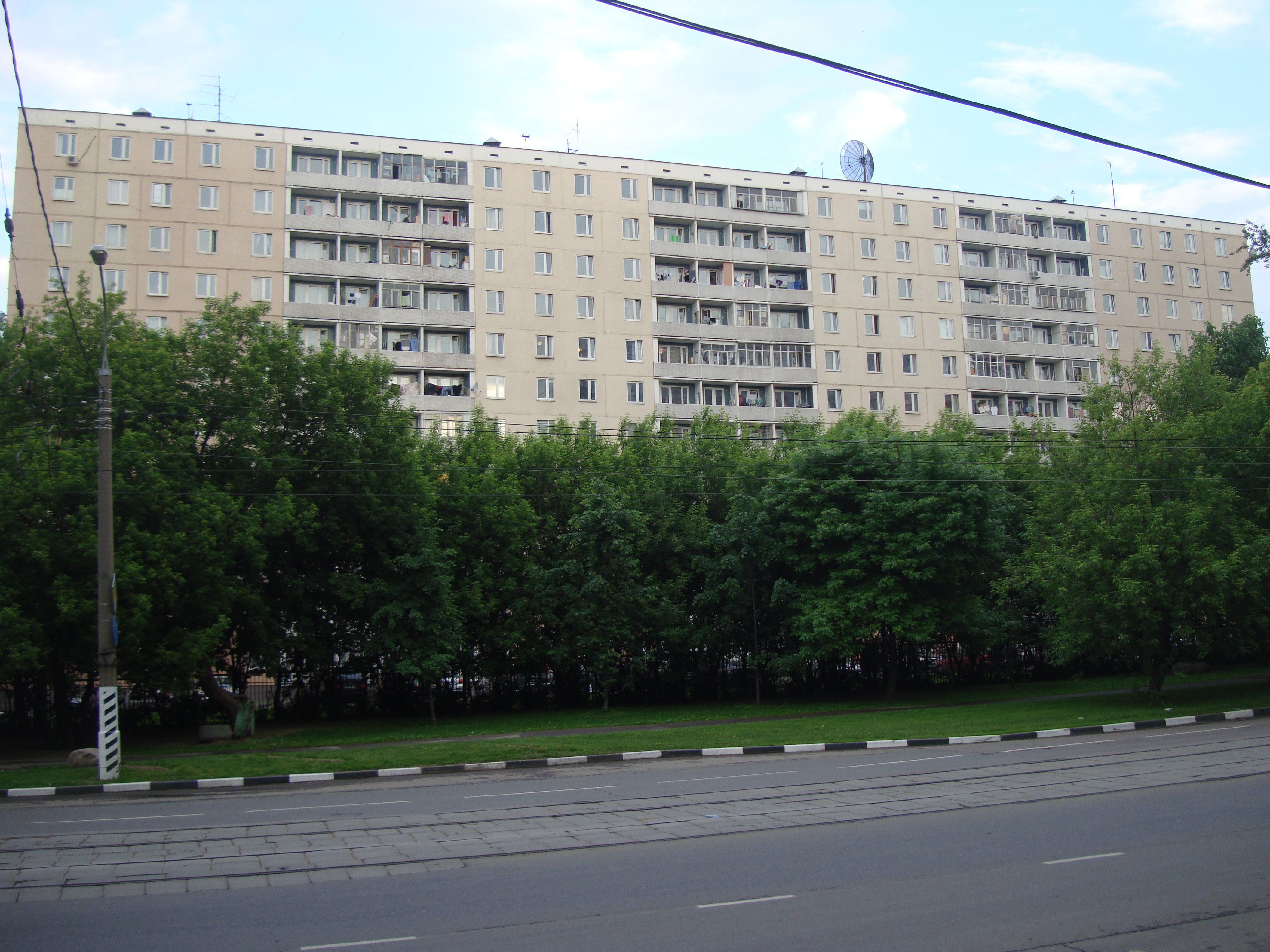
Ambassade à Moscou.
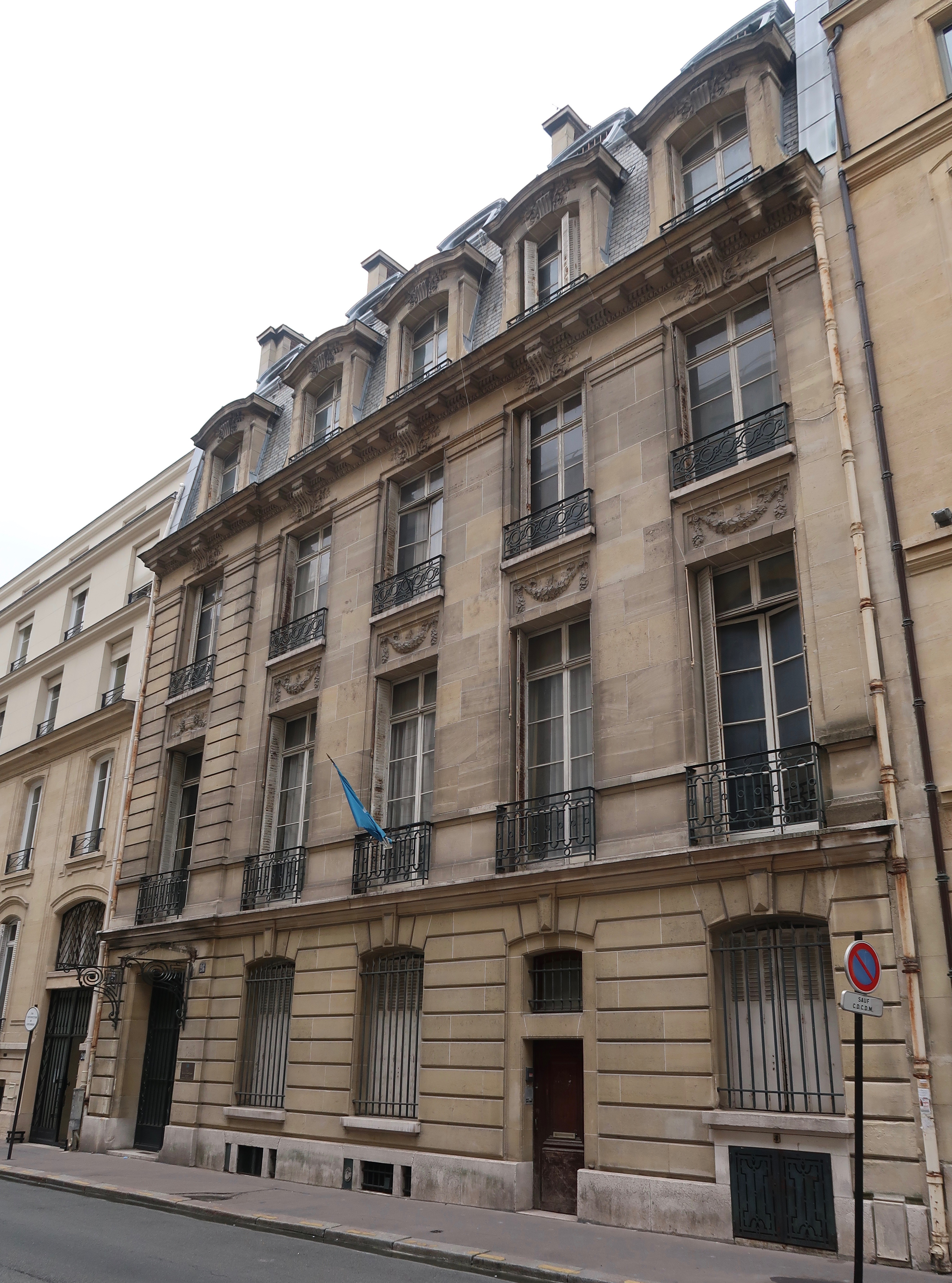
Ambassade à Paris.
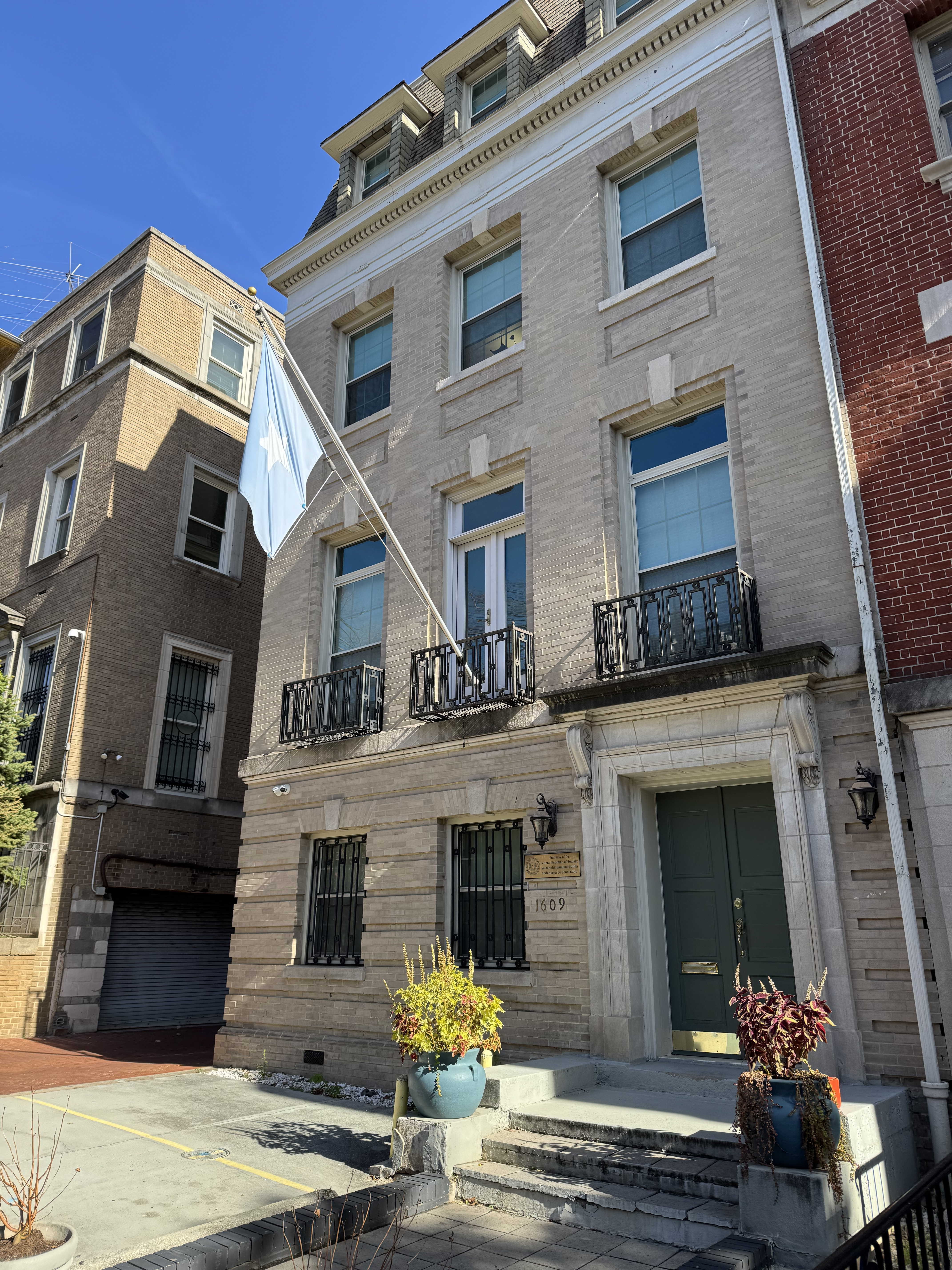
Ambassade à Washington.